# Romana Fischerová
Romana Fischerová (* 18. března 1969 Bohumín) je česká politička a manažerka, od října 2021 poslankyně Poslanecké sněmovny PČR, v letech 2018 až 2022 místostarostka města Lysá nad Labem na Nymbursku, bývalá členka hnutí ANO 2011.

## Život
Po absolvování střední školy se zaměřením na železniční dopravu pokračovala ve studiu na obchodní akademii v oboru ekonomie a podnikání. V rámci profesní kariéry pak působila především v soukromém sektoru, kde se věnovala projektovému řízení a account managementu například pro společnosti Nestlé Česko či DB Schenker.
Romana Fischerová žije ve městě Lysá nad Labem na Nymbursku. Je rozvedená, má tři dcery a dvě vnoučata.

## Politické působení
Od roku 2013 do roku 2022 byla členkou hnutí ANO 2011, za které byla v komunálních volbách v roce 2014 zvolena zastupitelkou města Lysá nad Labem, a to z pozice lídryně kandidátky. Mandát zastupitelky města obhájila ve volbách v roce 2018 opět jako lídryně hnutí ANO 2011. Na konci října 2018 se pak stala neuvolněnou místostarostkou města pro školství, sociální věci, zdravotnictví a kulturu. Také ve volbách v roce 2022 byla zvolena zastupitelkou města z pozice lídryně hnutí ANO 2011. Skončila však ve funkci místostarostky města.
V krajských volbách v letech 2016 a 2020 kandidovala za hnutí ANO 2011 do Zastupitelstva Středočeského kraje, ale ani jednou neuspěla.
Ve volbách do Poslanecké sněmovny PČR v roce 2017 kandidovala za hnutí ANO 2011 ve Středočeském kraji, ale neuspěla. Ve volbách do Poslanecké sněmovny PČR v roce 2021 kandidovala za hnutí ANO 2011 na 7. místě kandidátky ve Středočeském kraji. Získala 3 395 preferenčních hlasů a stala se poslankyní.
V září 2022 měla Fischerová podle zjištění serveru Seznam Zprávy rozesílat zprávy na podporu kandidáta ODS v komunálních volbách v obci Milovice proti kandidátovi hnutí ANO Milanu Pourovi, s nímž má dlouhodobé spory. Po zjištění skutečnosti Fischerová ukončila v hnutí ANO členství. Členkou Poslaneckého klubu ANO 2011 ale zůstala.